# Hualintempel van Fuzhou
De Hualintempel van Fuzhou is een boeddhistische tempel in Pingshan, Fuzhou, Fujian, Volksrepubliek China. De tempel werd in 964 gebouwd. Het is de oudste houten gebouw in Zuidelijk China en staat daarom sinds 1982 op de lijst van beschermde historische erfgoederen van China. De tempel is 15,5 meter hoog en het tempelcomplex beslaat 574 vierkante kilometer. De tempel bevat veel rechthoekige gedenkstenen, waarvan er een door keizer Song Gaozong en een door keizer Kangxi gemaakt is.